# Cataclysme shirniensis
Cataclysme shirniensis là một loài bướm đêm trong họ Geometridae.